# Christiaan de Bie

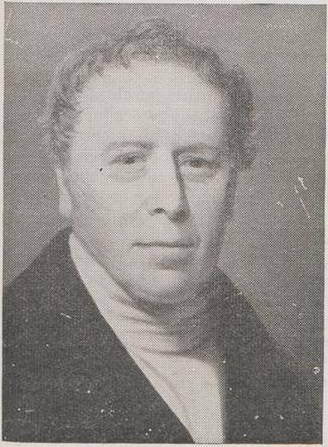
Christiaan de Bie door Jan Portielje

Christiaan de Bie (Amsterdam, 16 maart 1792 – 6 januari 1863) was een Nederlands politiefunctionaris.
De Bie kwam in 1814 bij het Amsterdamse politiekorps waar hij begon als griffier. In juli 1835 was hij als waarnemend commissaris van het vierde kanton in Amsterdam betrokken bij het belastingoproer. Samuel Iperusz. Wiselius, de toenmalig directeur van politie in Amsterdam, zou in 1840 mede vanwege de kritiek op hem met betrekking tot zijn handelen tijdens dat oproer zijn functie kwijtraken waarna Hendrik Provó Kluit hem opvolgde.
De Bie werd in 1843 toegevoegd als commissaris aan de directeur van de politie. Provo Kluit, die overigens in 1853 zeven maanden burgemeester van Amsterdam was, werd op 28 maart 1851 bij Koninklijk Besluit ontslagen waarna De Bie hem op 27 mei 1851 opvolgde. In eerste instantie was dat als 'commissaris aan het hoofdbureau'. Als gevolg van de Gemeentewet van 29 juni 1851 die inging op 1 januari 1852 lag de dagelijkse leiding van de gemeentepolitie bij grotere gemeenten niet langer bij de directeur van politie maar bij de hoofdcommissaris van politie. Als gevolg van die wetswijziging werd De Bie in 1852 de eerste hoofdcommissaris van Amsterdam.
De Bie leidde het Amsterdamse politiekorps tot hij begin januari 1863 op bijna 71-jarige leeftijd plotseling overleed. 